# Torakusu Yamaha
Torakusu Yamaha (jap. 山葉 寅楠 Yamaha Torakusu; ur. 20 kwietnia 1851 roku, zm. 8 sierpnia 1916 roku) – japoński przedsiębiorca, założyciel koncernu Yamaha. W 1887 roku zbudował swoją pierwszą fisharmonię.